# 東城郡
東城郡，是中國东汉末年的一个郡。
建安年间，曹操灭吕布之后，分下邳国设置東城郡，以陈登（字元龙）为東城郡太守。治所在東城县（今安徽省明光市西南）。为抵御孙策、孙权而立。当时广陵郡吏民感佩陈登的恩德，要一起举家搬迁跟随陈登到东城，陈登说：“太守在卿郡，频致吴寇，幸而克济。诸卿何患无令君乎？”请他们回去，不必跟从。东汉灭亡前，东城郡被撤销。